# 西蒙羅德里格斯市 (塔奇拉州)

西蒙羅德里格斯市（西班牙語：Municipio Simón Rodríguez），是委內瑞拉的一個市，位於該國西南部塔奇拉州，首府設於聖西蒙，始建於1870年，面積69平方公里，海拔高度1,120米，2011年人口2,121，人口密度每平方公里30.74人。